# Lubuk Gadang
Lubuk Gadang is een bestuurslaag in het regentschap Zuid-Solok van de provincie West-Sumatra, Indonesië. Lubuk Gadang telt 17.713 inwoners (volkstelling 2010).